# Томмен Баратеон
Томмен Баратеон (англ. Tommen Baratheon) — вигаданий персонаж серії фентезі-романів «Пісня льоду й полум'я» американського письменника Джорджа Р. Р. Мартіна, та його телевізійної адаптації «Гра престолів».
Вперше з'являється у дебютному романі серії «Гра престолів» (1996). Надалі він присутній у наступних романах «Битва королів» (1998), «Буря мечів» (2000), «Бенкет круків» (2005) і «Танок драконів» (2011). Томмен наймолодший син Серсі Ланністер, королеви Вестероса. Після загибелі Джоффрі Баратеона, Томмен стає королем замість нього, але підпадає під вплив матері, а також своєї дружини Марджері (колишньої дружини брата).
У січні 2007 «HBO» придбала права на адаптацію серії фентезі-романів для телебачення. Через декілька років молодий північно-ірландський актор Каллум Варрі (англ. Callum Wharry) був затверджений на роль Томмена. Але після другого сезону роль перейшла до Діна-Чарльза Чепмена, який грав Томмена з 4 по 6 сезон.

## Опис персонажа
Томмен Баратеон не є особою з власною оповіддю подій, тож його дії спостерігаються через інших персонажів, таких як його мати Серсі Ланністер, дядько Тиріон Ланністер та Санса Старк. У книжках Томмен не відіграє важливої ролі та вважається другорядним персонажем.
Принц Томмен Баратеон молодший брат Джоффрі і Мірселли та другий спадкоємець престолу, наймолодший з дітей Серсі Ланністер. Вважає своїм батьком короля Роберта Баратеона, хоча насправді він син Джеймі Ланністера. Томмен зображується вродливим і приємним хлопчиком, але слабохарактерним та поступливим. Оточуючі його люди вважають, що з Томмена вийде кращий і більш слухняний король, ніж був Джоффрі. На початок подій роману перебуває у віці 7 років.

## Сюжетні лінії

Каллум Варрі грав роль
Томмена Баратеона
у 1 та 2 сезоні.

#### Сезон 1
Томмен знаходиться під наглядом Серсі, його можна побачити поруч з нею під час її візиту у Вінтерфелл, а також під час турніру на честь правиці короля.

#### Сезон 2
Як і раніше, Томмен ледве помітний. Він присутній на вечері з Сансою та Серсі, а пізніше відвідує турнір влаштований Джоффрі. Коли Мірселлу відправляють у Дорн для ухвалення майбутнього альянсу між Ланністерами та Мартеллами, Томмен проводжає її з берега і плаче, за що отримує дорікання від старшого брата. Під час штурму Станніса, у момент відчаю та зневіри, Серсі тримає Томмена біля себе і готується дати йому отруту, але переможна поява Тайвіна Ланністера зупиняє її.

#### Сезон 4
Разом з родиною Томмен присутній на весіллі Джоффрі та Марджері, впродовж якого Джоффрі помирає від отрути. Після жахливої смерті свого брата він прощається з тілом Джоффрі у Великій Септі Бейлора і спілкується з Тайвіном щодо своєї подальшої долі у ролі короля. На запитання свого діда яким, насамперед, повинен бути король, Томмен відповідає — мудрим. Ця бесіда дивує і нервує Серсі, яка відчуває, що Томмен виходить з-під її впливу і більше схиляється до Тайвіна. Також після загибелі Джоффрі, Тайрелли намагаються влаштувати шлюб між Томменом та Марджері, яка відвідує Томмена у його спочивальні та намагається його звабити. Томмена коронують. Він відмовляється розглядати судову справу Тиріона, якого звинувачують у вбивстві Джоффрі та призначає замість себе Тайвіна вести судовий процес. Зрештою, Тиріон вбиває Тайвіна і тікає з Вестероса.

#### Сезон 5
Томмен одружується з Марджері у Великій Септі Бейлора. Вони починають жити як чоловік та дружина і Томмен підпадає під її вплив. Марджері починає маніпулювати Томменом і намагається вмовити його відправити Серсі до родинного замку Ланністерів. Коли Томмен порушує цю тему у розмові з Серсі, вона одразу розуміє хто за цим стоїть. Між Марджері та Серсі починається боротьба за прихильність Томмена. Серсі допомагає «Верховному Горобцю» очолити церкву і дозволяє йому арештувати Лораса Тайрелла, брата Марджері, звинувативши його у блуді та гомосексуальних відносинах. Пізніше також арештовують і Марджері за хибні свідчення та покривання гріхів свого брата. Томмен намагається звільнити свою дружину, але йому бракує сили духу віддати наказ армії і силою визволити її з церковної в'язниці. Коли Серсі святкує перемогу над домом Тайреллів, який вона усунула від впливу на свого сина, здавалось би керований «Верховний Горобець» йде на неочікуваний крок і арештовує Серсі за свідченнями Ланселя Ланністера, який звинувачує її у розпусті. Томмен залишається і без дружини, і без матері. Відчуваючи свою безпорадність, він впадає у депресію, зачиняється у своїх покоях і відмовляється їсти та бачитись з будь-ким. Пізніше Верховний Септон відпускає Серсі під домашній арешт до початку суду, змушуючи її пройтись «ходою ганьби» вулицями міста.

#### Сезон 6
Джеймі Ланністер повертається з Дорна до столиці разом з тілом Мірселли. Після звільнення з в'язниці, Серсі залишається у Червоному Замку під охороною Грегора Клігана. Вона не в змозі попрощатися зі своєю донькою, тіло якої знаходиться у Великій Септі Бейлора. Томмен відчуває провину перед Серсі за те, що не захистив її і уникає зустрічі з нею, але врешті-решт між ними відбувається розмова і Томмен зізнається їй, що був занадто слабким і завинив перед нею. Після цього Томмен проводить кілька зустрічей з «Верховним Горобцем» і просить його надати можливість Серсі проститися з тілом доньки, натомість Верховний Септон дозволяє йому побачитись зі своєю дружиною. Поступово Томмен підпадає під вплив «Верховного Горобця». Під час зустрічі з Марджері, яка вдає каяття та спокуту, щоб запобігти покаранню, Томмен дослухається до неї і сам приймає віру. Верховний Септон оголошує перед багатотисячним людом про єднання корони та віри. За порадою Верховного Септона, Томмен скасовує суд через двобій і ухвалює замість нього суд за участі семи септонів. Це руйнує плани Серсі захисти себе на суді. Вона змушена вдатися до крайніх заходів: віддає наказ Грегору Клігану тримати Томмена у своїх покоях, а також за допомогою Кайберна, застосувавши дикий вогонь, підриває Велику Септу Бейлора разом з Верховним Септоном, його оточенням та значною частиною родини Тайрелл, включаючи Марджері, Лораса і їхнього батька Мейса Тайрелла. Томмен спостерігає за потужним взривом Септи з Червоного Замку і після звістки про загибель своєї дружини закінчує життя самогубством, вистрибнувши з вікна своєї кімнати. Після смерті короля Томмена, Серсі переймає на себе його титул, а також наказує спалити його тіло і розвіяти попіл на тому місці, де стояла Велика Септа Бейлора і де були поховані його дід Тайвін, брат Джоффрі і сестра Мірселла.